# 鋸齒褶鮡
鋸齒褶鮡，為輻鰭魚綱鯰形目鮡科的其中一種，為熱帶淡水魚類，分布於亞洲尼泊爾卡爾納利河流域，體長可達15.3公分，棲息在水流湍急、溶氧量高的溪流底層水域，以水生昆蟲為食，生活習性不明。

## 扩展阅读
維基物種上的相關：鋸齒褶鮡